# Aitor González Jiménez

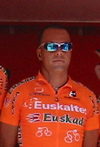
Aitor González in 2005 voor Euskaltel-Euskadi

Aitor González Jiménez (Zumarraga, 27 februari 1975) is een voormalig Spaans wielrenner.

## Loopbaan
De Bask González werd prof in 1998 bij een kleine Colombiaanse ploeg, maar ging een jaar later naar Kelme. Zijn eerste overwinningen boekte hij in 2000, met etappes in de rondes van de Algarve en de Limousin. Zijn echte doorbraak kwam een jaar later, toen hij de slottijdrit en het eindklassement in de Ronde van Murcia wist te winnen. Bovendien werd hij dat jaar vierde in de Ronde van Catalonië en tweede in een etappe in de Ronde van Frankrijk (achter Erik Dekker).
González ontpopte zich als een zeer goed tijdrijder die bovendien meer dan behoorlijk kon klimmen. In 2002 bevestigde hij dat: hij won twee etappes in de Ronde van Italië en werd zesde in het eindklassement. In de Ronde van Spanje van dat jaar was González gestart als knecht van Óscar Sevilla, maar hij bleek in een betere vorm te verkeren. Hij won drie etappes, waarvan twee tijdritten, en wist in de slottijdrit Roberto Heras te onttronen als leider. Na zijn Vuelta-zege verruilde González Kelme voor Fassa Bortolo, omdat hij vond dat hij binnen de ploeg te veel in de schaduw van de populaire Sevilla stond.
Het bleek geen onverdeeld succes: González wist weliswaar nog etappes te winnen in de Giro van 2003 (een tijdrit) en de Tour van 2004 (een rit in lijn), maar kwam nooit in de buurt van de vorm die hij in 2002 had. In het seizoen 2005 verliet hij Fassa Bortolo en ging voor Euskaltel-Euskadi rijden. Zijn eerste grote succes in 2005 behaalde hij in de Ronde van Zwitserland door de laatste etappe te winnen en genoeg voorsprong over te houden om het eindklassement voor Michael Rogers weg te kapen.

## Doping
Enkele maanden later werd hij echter op doping betrapt in de Vuelta. Eerst werd hij voor twee jaar geschorst, maar de Spaanse wielerbond sprak hem vervolgens vrij, omdat hij energietabletten zou hebben geslikt zonder te weten dat deze waren vervuild. Op 22 december 2006 werd de uitspraak van de Spaanse wielerbond ongedaan gemaakt door het CAS, waardoor hij tot en met 28 september 2007 geschorst werd.

## Criminele pad
Na zijn wielercarrière kwam González meermaals in aanraking met politie en justitie. In 2007 werd hij veroordeeld voor het rijden onder invloed van alcohol en cocaïne. Een jaar later werd de Spanjaard gearresteerd voor het inhuren van drie personen om iemand die hem geld verschuldigd was te mishandelen. In 2011 werd González aangehouden op verdenking van een bankscam, en in 2016 op verdenking van een diefstal bij een telefoonwinkel in Alicante. González ontkende na zijn laatste aanhouding schuldig te zijn.

## Belangrijkste overwinningen
2000
- 2e etappe Ronde van de Algarve
- 3e etappe Ronde van de Limousin

2001
- 5e etappe Ronde van Murcia
- Eindklassement Ronde van Murcia

2002
- 8e etappe Ronde van Italië
- 19e etappe Ronde van Italië
- 8e etappe Ronde van Spanje
- 10e etappe Ronde van Spanje
- 21e etappe Ronde van Spanje
- Eindklassement Ronde van Spanje

2003
- Ronde van Reggio Calabria
- 15e etappe Ronde van Italië

2004
- 14e etappe Ronde van Frankrijk

2005
- 9e etappe Ronde van Zwitserland
- Eindklassement Ronde van Zwitserland

## Resultaten in voornaamste wedstrijden
| \| Jaar \| Ronde van Italië \| Ronde van Frankrijk \| Ronde van Spanje \| \| ---- \| ---------------- \| ------------------- \| ---------------- \| \| 2001 \| \| opgave \| \| \| 2002 \| 6e (2) \| \| ↑ (3) \| \| 2003 \| 19e (1) \| opgave \| opgave \| \| 2004 \| \| 45e (1) \| opgave \| \| 2005 \| opgave \| \| opgave \|(*) tussen haakjes aantal individuele etappe-overwinningen |                  |                     |                  |
| Jaar | Ronde van Italië | Ronde van Frankrijk | Ronde van Spanje |
| 2001 |                  | opgave              |                  |
| 2002 | 6e (2)           |                     | ↑ (3)            |
| 2003 | 19e (1)          | opgave              | opgave           |
| 2004 |                  | 45e (1)             | opgave           |
| 2005 | opgave           |                     | opgave           |

## Ploegen
- 1998 - Avianca-Telecom
- 1999 - Kelme-Costa Blanca
- 2000 - Kelme-Costa Blanca
- 2001 - Kelme-Costa Blanca
- 2002 - Kelme-Costa Blanca
- 2003 - Fassa Bortolo
- 2004 - Fassa Bortolo
- 2005 - Euskaltel-Euskadi